# Joacim Cans

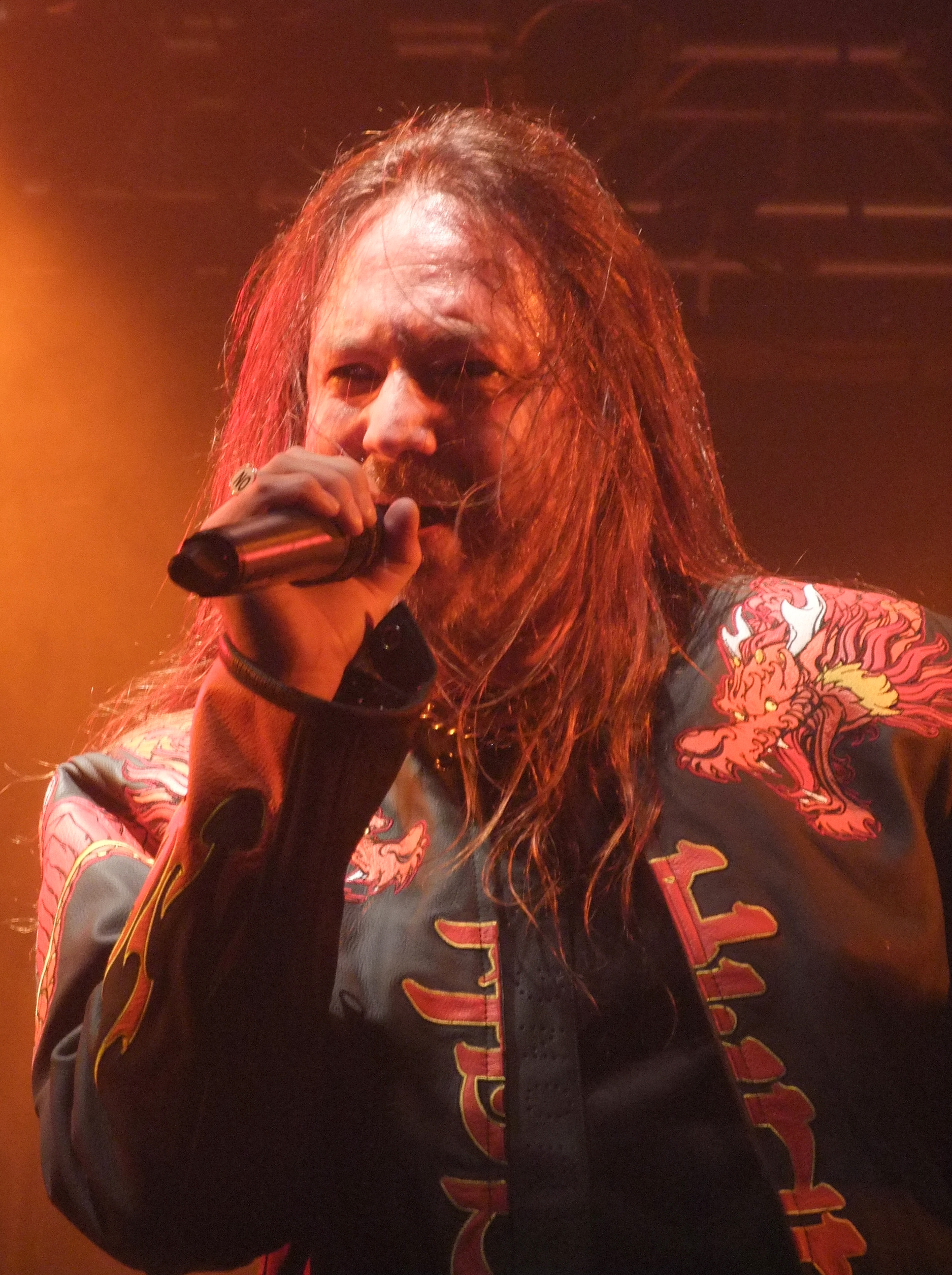
Joacim Cans, 2010

Joacim Cans (* 19. Februar 1970 in Mora) ist Sänger der schwedischen Heavy-Metal-Band Hammerfall.

## Leben
1986 gründete Cans die Band Eternity. Anfangs spielte er nur Gitarre, musste aber zusätzlich noch den Gesangspart übernehmen, da sich niemand anders dafür bereit erklärte. Später konzentrierte er sich vollständig auf den Gesang. 1991 half er der Band Highlander bei einer Live-Show aus, woraus eine mehrjährige Mitgliedschaft entstand. Die Band wurde später als Lost Horizon bekannt. Zu diesem Zeitpunkt entschied er sich für eine Gesangskarriere. 1993 trat er einer Musikschule in Kalifornien bei, die ihn sehr geprägt hat. 
1996 half er der Band Hammerfall bei einem Auftritt. Obwohl Cans sich eigentlich aus dem Musikgeschäft zurückziehen wollte, ist er bis heute als Sänger bei Hammerfall aktiv; hierfür kündigte er seinen Job in einem Plattenladen.
Im Jahr 2002 wirkte Cans als Sänger auf dem Comeback-Album Rising Out of the Ashes der US-Epic-Metal-Band Warlord mit. Zwei Jahre später kam mit Beyond The Gates sein erstes Soloalbum heraus.
Im Dezember 2013 war Cans mit dem 32-köpfigen Magnum Opum Rockestra unter Leitung von Marcel Heijnen auf einer speziellen Christmas Metal Symphony Tour. Andere Sänger dieses Projekts sind Udo Dirkschneider, Joey Belladonna, Chuck Billy, Michael Kiske und Floor Jansen.

## Diskografie

### Soloalben
- 2004: Beyond the Gates
- 2013: Nu kan mörkret falla

### Mit Hammerfall
siehe Hammerfall/Diskografie